# Claudio Cabrera
Claudio Cabrera (Buenos Aires, 20 de novembro de 1963) é um ex-futebolista profissional argentino que atuava como meia.

## Carreira
Claudio Cabrera se profissionalizou no River Plate.

## Seleção
Claudio Cabrera integrou a Seleção Argentina de Futebol nos Jogos Olímpicos de 1988, de Seul.